# Gruta das Queimadas
A Gruta das Queimadas é uma formação geológica portuguesa localizada na freguesia dos Arrifes, concelho de Ponta Delgada, ilha de São Miguel, arquipélago dos Açores.
Esta cavidade apresenta uma geomorfologia de origem vulcânica em forma de tubo de lava localizado em campo de lava.